# Carl Heicke
Carl Christian Hans Heicke (* 2. September 1862 in Kassel; † 1. Februar 1938 in Frankfurt am Main) war ein deutscher Gartenarchitekt und von 1902 bis 1912 Gartenbaudirektor in Frankfurt am Main.

## Leben und Werk
Heicke absolvierte nach einem Volontariat in der Hofgärtnerei der Kasseler Karlsaue eine Lehre in einem Gartenbaubetrieb in Gelnhausen. 1884 studierte er am königlichen pomologischen Institut in Proskau, 1885 arbeitete er in der Siesmayerschen Baumschule in Vilbel. Nachdem er 1886 seinen Militärdienst abgeleistet hatte, ging er 1887 nach Aachen. Zunächst arbeitete er bei Gartenarchitekt Karl Jancke, 1888 wechselte er zur Gartenverwaltung der Stadt Aachen. Dort wurde er 1892 Obergärtner, 1899 Garteninspektor. Von Aachen aus unternahm er zahlreiche Studienreisen nach Belgien, Frankreich und den Niederlanden.
1902 berief Oberbürgermeister Franz Adickes ihn als Nachfolger des städtischen Gartendirektors Andreas Weber nach Frankfurt am Main. In der rasch gewachsenen Großstadt gab es damals kaum öffentliche Erholungsgebiete. Heicke setzte sich dafür ein, die Grünflächenplanung als gleichberechtigte Aufgabe im Städtebau anzusehen, da zwar in kürzester Zeit große Stadtviertel errichtet werden könnten, die Anlage eines Parks hingegen ein Menschenalter benötige.
Er schuf nach seinen Vorstellungen eines „zweckmäßigen und schönen“ Landschafts- und Volksparks von 1908 bis 1911 den Ostpark Frankfurt am Main und von 1910 bis 1912 den Huthpark mit ihren Spiel- und Liegewiesen. Darüber hinaus legte er die Grünanlagen entlang des Frankfurter Alleenrings und andere Alleen und Plätze an. Er schuf den Waldfriedhof Oberrad, die Erweiterung des Hauptfriedhofs und den Messe- und Ausstellungspark an der Festhalle.
Im Jahr 1912 trat er aus den städtischen Diensten und übernahm die Geschäftsführung der Deutschen Gesellschaft für Gartenkunst in Frankfurt. 1906 bis 1929 war er mit Unterbrechung von 1908 bis 1911 Redakteur der Zeitschrift Die Gartenkunst. Seit 1908 war er Mitglied im Deutschen Werkbund, seit 1914 im Vorstand des Verbandes Deutscher Gartenarchitekten (VDG). Er veröffentlichte zahlreiche Fachbeiträge und Bücher zum Gartenbau und zur Landschaftsarchitektur.
Heickes Grab befindet sich auf dem Frankfurter Hauptfriedhof (Gewann I 213b). Nach ihm ist der Carl-Heicke-Weg am Ostpark benannt.